# Corcelles-sur-Chavornay
Corcelles-sur-Chavornay är en ort i kommunen Chavornay i kantonen Vaud i Schweiz. Den ligger cirka 20,5 kilometer norr om Lausanne. Orten har 360 invånare (2021).
Orten var före den 1 januari 2017 en egen kommun, men inkorporerades då tillsammans med Essert-Pittet in i kommunen Chavornay.